# ناشناسی
ناشناس که صفت آن ناشناسی یا گمنامی می‌شود، زمانی است که هویت یک شخص آشکار نباشد. به زبان ساده یعنی شخص از نام واقعی خودش استفاده نکند.
از مهم‌ترین کاربردهای ناشناسی، انتخابات‌های آزاد می‌باشد که باید هویت رأی دهندگان مخفی باقی بماند. در موقعیت‌های بسیار دیگری (مثل گفتگو بین افراد غریبه یا خرید از یک فروشگاه) ناشناسی همیشه به صورت یک چیز طبیعی پذیرفته شده‌است. همچنین موقعیت‌هایی وجود دارد که شخص خودش دوست دارد ناشناس بماند. در کارهای خیر فرد نیکوکار دوست ندارد کسی از او تقدیر کند. کسی که در معرض تهدید است ممکن است ترجیح بدهد ناشناس بماند. شاهد یک جرم ممکن است دوست نداشته باشد هویتش معلوم شود و ترجیح بدهد ناشناس بماند. افراد مجرم ممکن است برای اینکه شناسایی نشوند از ناشناسی استفاده کنند. همچنین ناشناس ماندن ممکن است به صورت غیرعمدی رخ دهد مثلاً در اثر گذشت زمان یا خراب شدن آثار یک رویداد اطلاعات شناسایی از بین برود.

## نیمه ناشناس
در بعضی از موارد شخص می‌تواند با انتخاب یک نام مستعار به صورت نیمه ناشناس مدت طولانی با دیگران در ارتباط باشد. مثال‌هایی از نام‌های مستعار تخلص، نام خودمانی، شماره کارت بانکی، شماره حساب بانکی و شماره دانشجویی است.

## آثار روانی ناشناسی
ناشناسی می‌تواند کاهش دهنده هزینه‌هایی که یک شخص برای کارهای خودش پرداخت می‌کند باشد.

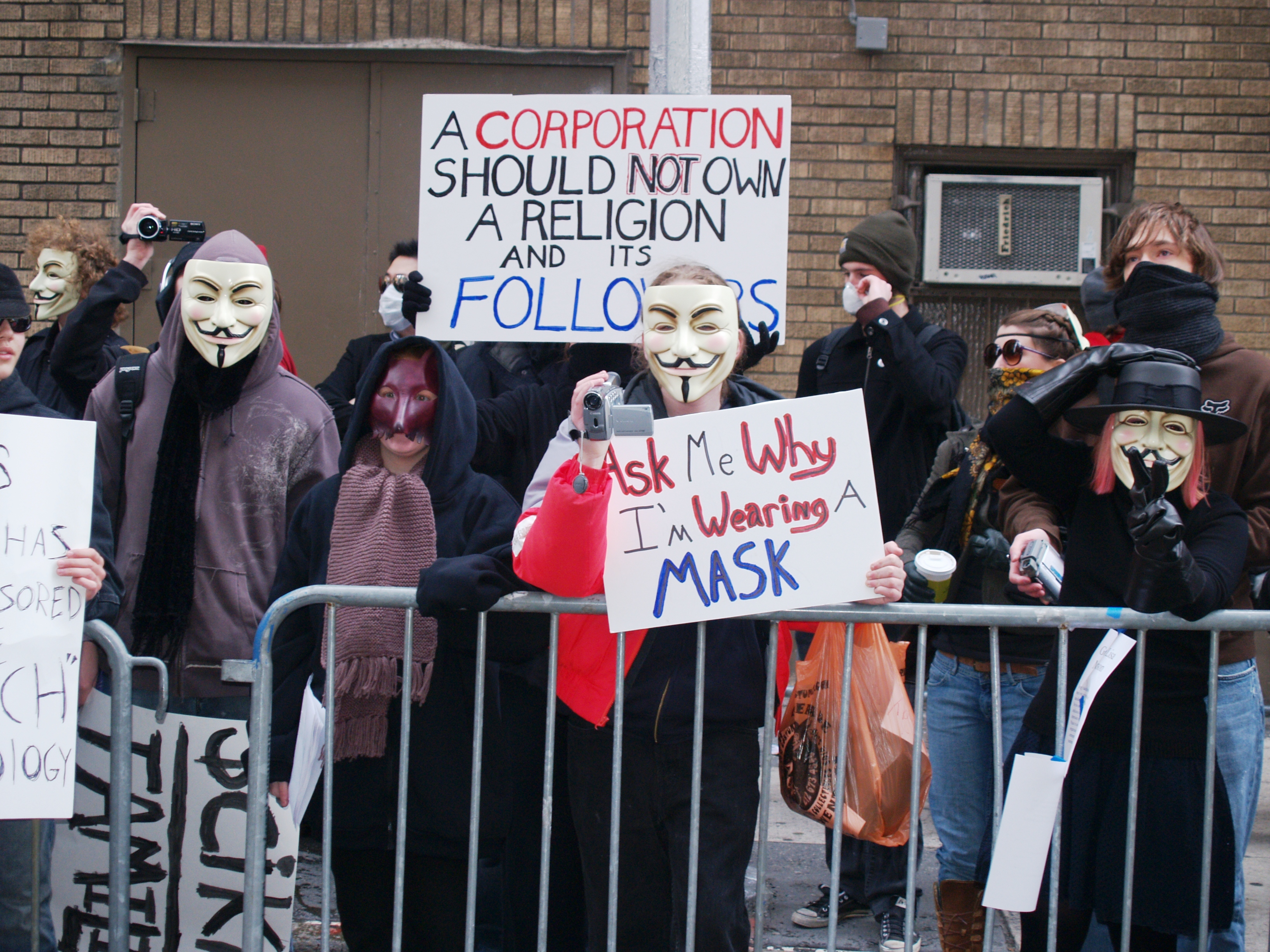
تظاهر کنندگان برای ناشناس ماندن از ماسک و دستکش و لباس آستین بلند استفاده کرده‌اند.

## ناشناسی، تجارت
ناشناسی در تجارت می‌تواند حریم خصوصی افراد را حفظ کند. مثلاً بعضی از مشتریان ترجیح می‌دهند به جای کارت اعتباری از پول نقد استفاده کنند تا ناشناس باقی بمانند.

## ناشناسی در کار خیر
برخی افراد با انگیزه های دینی و اخلاقی، تلاش میکنند هویتشان را در جریان انجام امور خیریه فاش نکنند.

## ناشناسی در اینترنت
بیشتر نظرات کاربران در اینترنت به‌طور ناشناس و با نام‌های مستعار غیرقابل شناسایی درج می‌شود. اگرچه حساب‌های کاربری برای خودشان هر کدام دارای هویت هستند ولی این هویت ممکن است جدا از هویت شخص حقیقی باشد و ناشناس عمل کند.